# 日本主義

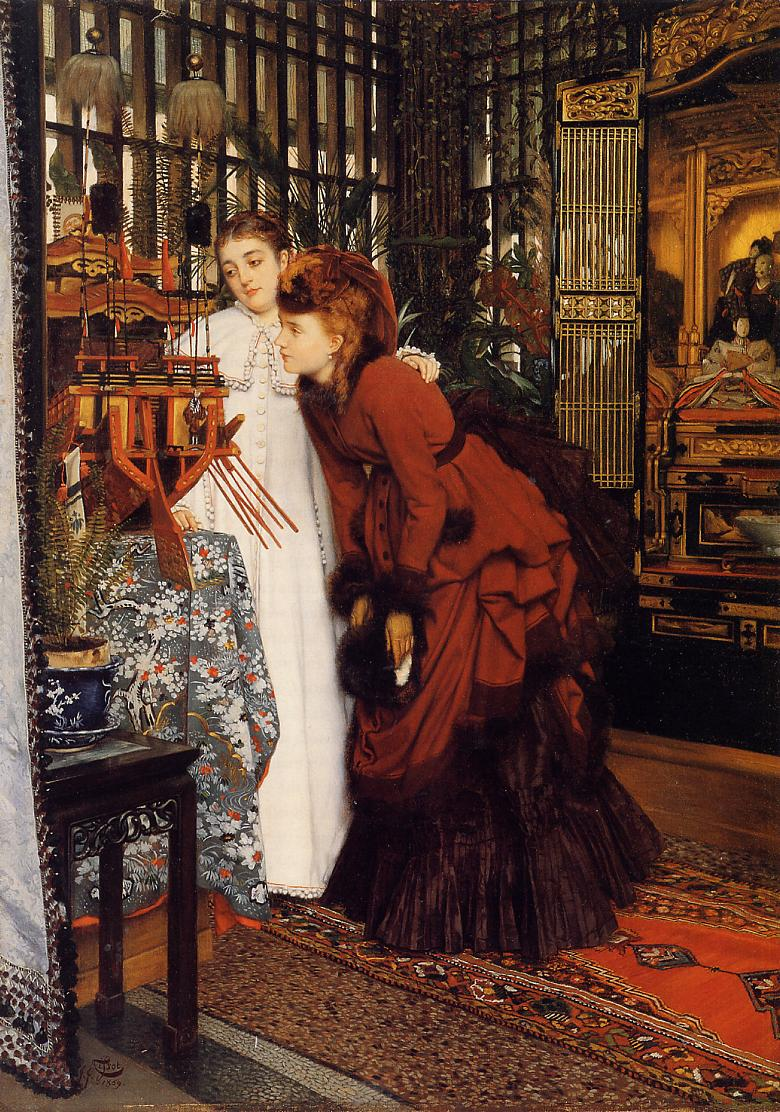
1869年畫家詹姆斯·迪索 (James Tissot) 創作的《觀看日本物件的年輕女士》（Young Ladies Looking at Japanese Objects）代表了西歐社會對所有來自日本的物件的好奇，這種好奇心始於1860年代明治維新時期的日本對外開放。

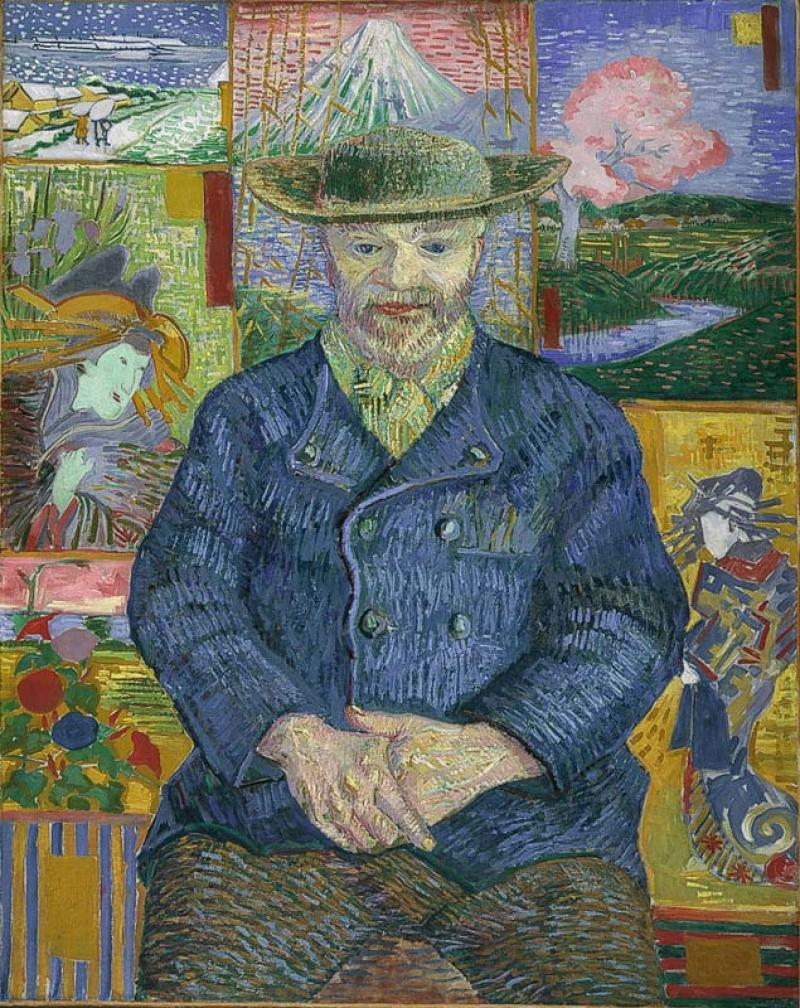
《唐基老爹》的背景中有數幅浮世繪畫作，印象派畫家梵谷繪

日本主義是一個法語術語，指的是1858年日本被迫重新開放對外貿易後，19世紀日本藝術和設計在許多西歐藝術家中的流行和影響。 該術語在1872年由法國藝術評論家和收藏家菲利普·伯蒂（Philippe Burty）首次描述。
雖然這一趨勢的影響可能在視覺藝術中最為明顯，但它們也擴展到了建築、造景和園藝及服裝領域。 連表演藝術都受到影響；吉伯特與蘇利文（Gilbert and Sullivan）的詼諧歌劇作品《天皇》（The Mikado）可被視作代表案例之一。
自19世紀60年代起，日本木板活版印刷畫浮世繪成為許多西方藝術家的靈感來源；這些印刷品是為日本的商業市場而創作。 雖然一部分版畫是透過荷蘭商人帶到西方，但直到1860年代浮世繪才在歐洲流行起來。 西方藝術家對其原始用色和構圖很感興趣；浮世繪具有戲劇性的透視和不對稱構圖。
日本的裝飾藝術，包括陶瓷、琺瑯、金屬製品和漆器，在西方與圖形藝術一樣具有影響力。 在明治時代（1868年至1912年），日本陶器出口到世界各地。 從為武士製造武器的悠久歷史中，日本金屬加工匠人透過組合和精密加工金屬合金，使製品獲得具有表現力的一系列顏色。 在1890年至1910年間，日本景泰藍琺瑯工業製造出比以往任何時候都更先進的產品。 這些物品在19世紀的歐洲隨處可見：一連串的世界博覽會向數百萬人展示了日本的裝飾藝術，並被畫廊和時尚商店挑選。 評論家、收藏家和藝術家的作品表達了對這種「新」藝術的極大興奮。 包括齊格弗里德·賓（Siegfried Bing）和克里斯托弗·德莱赛（Christopher Dresser）在內的收藏家展示並對這些作品進行描述或評論等。受日本藝術影響的風格和主題出現在西方藝術家和工匠的作品中。

## 概要
19世紀中葉西方列強積極侵略長期鎖國的日本，日本的美術作品也隨之大量傳入西方世界。在由日本進口的茶葉的包裝紙上常印有浮世繪畫作，於是浮世繪及琳派這類畫作的用色、線條、明暗、佈局很快吸引了許多西方畫家的注意，尤以印象派畫家最為激賞。
1865年法國畫家布拉克蒙將陶器外包裝上繪的《北齋漫畫》介紹給印象派友人，引起了許多迴響。馬內、竇加、莫內等畫家都收藏了不少和風畫作，其風格也開始影響當時的印象派畫家，例如馬內的名作《吹笛少年》即運用了浮世繪的技法。印象派晚期代表畫家梵谷可能是著名畫家中受浮世繪影響最深的人，他發明了Japonaiserie一詞來描述日本藝術的影響力。梵谷臨摹過多幅浮世繪畫作，並將浮世繪的美術元素融入他之後的作品中，例如名作《星夜》中的渦卷圖案即被認為參考了葛飾北齋的《神奈川沖浪裏》。無獨有偶，在音樂方面，印象派作曲家克劳德·德布西也受到《神奈川沖浪裏》的啟發，創作了交響詩《海》。
除了印象派之外，1867年巴黎世界博覽會中展示日本的裝飾藝術後，這股熱潮也擴及到室內設計的領域，而後更影響了新藝術運動的展開。另外，LV品牌創始人路易·威登所設計的帆布花紋一般認為其靈感也是來自日本的家紋風格。
現代日本的漫畫與動畫在法國也相當有人氣，有人說這是「現代的日本主義」。

## 歷史

### 鎖國時期 (1639年–1858年)
在江戶時代（1603年-1867年）的大部分時間裡，日本處於鎖國狀態，只有長崎港保持對外開放；德川家光下令在長崎海岸附近建造出島，以進行貿易。 荷蘭是唯一被幕府當局允許貿易往來的西方國家，但這種少量的接觸仍促使日本藝術影響西方。 每年，荷蘭人都會帶著滿載西方商品的船隊抵達當地進行貿易；貨物包括許多關於繪畫的論文和一些荷蘭版畫。 司馬江漢 (1747年–1818年)，是研究進口物件的日本藝術家之一，他創作了日本最早的蝕刻版畫之一，這是他從其中一篇進口論文中學到的技術；他也將他從論文中學到的線性透視技術與其浮世繪創作風格相結合。

#### 早期出口
當時日本的主要出口產品最初是白銀，但在1668年後被禁止，黃金主要以橢圓形硬幣形式出口，也在1763年後被禁止，後來是銅條形式的銅。日本的出口最終下降，轉向陶瓷、手扇、紙張、家具、刀劍、盔甲、珍珠母製品、屏風和漆器等工藝品，這些產品在先前已開始出口。
當時，日本商品是歐洲社會菁英階級追捧的奢侈品。 17世紀，隨著來自朝鮮半島的陶藝家被帶到九州地區，日本瓷器的產量有所增加。移民、他們的後代和日本同行發掘了高嶺土礦並開始製作高品質的陶器。傳統技術的融合演變成一個獨特的產業，促成了伊萬里燒和柿右衛門等風格。它們後來影響了歐洲和中國的陶藝家。 明朝末年至清朝初年，政權交替的社會動盪造成景德鎮的瓷器產業停滯，使得日本同行有機會填補市場空缺，同時促進日本相關產業的發展。 瓷器和漆器成為日本對歐洲的主要出口產品。 在家中展示瓷器的一種奢侈方式是創建一個瓷器室，在其中放置層架，以展示異國情調的瓷器，但對於越來越廣泛出現的中產階級社會成員來說，擁有幾件瓷器也是可能的。 奧地利女大公及法國王后瑪麗·安東妮德 (Marie Antoinette) 和哈布斯堡君主國領導人瑪麗亞·特蕾莎 (Maria Theresa) 是著名的日本漆器收藏家，他們的藏品經常在羅浮宮和凡爾賽宮展出。 歐洲對亞洲漆器的模仿被稱為日本化。

### 重新對外開放後（19世紀）
嘉永時期（1848年-1854年），經過200多年的鎖國，外國商船開始造訪日本。 1868年明治維新後，日本結束了長期的國家孤立，開始接受來自西方的進口，包括攝影和印刷技術。隨著貿易的新開放，日本藝術品和手工藝品開始出現在巴黎和倫敦的小型異國商品店舖中。 日本主義開始成為一種收藏日本藝術品的熱潮，尤其是浮世繪。在巴黎出現了一些浮世繪樣品。
在此期間，歐洲藝術家正在尋找嚴格的歐洲學術方法學的替代。 1856年左右，法國藝術家費利克斯·布拉克蒙德 (Félix Bracquemond) 在與他合作的印刷商奧古斯特·德拉特 (Auguste Delâtre) 的工作室裡遇見了一本素描本《北齋漫畫》。 在這一發現之後的幾年裡，人們對日本版畫的興趣增加了。它們在異國商品店舖、茶葉倉庫和規模更大的商店裡出售。 「中國之門」（La Porte Chinoise）等商店專售日本和中國的進口商品；該店尤其吸引了從版畫中汲取靈感的藝術家詹姆斯·惠斯勒（James McNeill Whistler）、愛德華·馬奈（Édouard Manet）和愛德加·竇加（Edgar Degas）；該店和其他同行組織了聚會，促進了有關日本藝術和技術的訊息的傳播。

## 藝術家與日本主義之間的關係
浮世繪版畫是日本對西方藝術的主要影響之一。 西方藝術家的靈感來自於構圖空間的不同用途、平面的扁平化和抽象的色彩方法。 在受這種風格影響的西方藝術家的作品中，可以看到對對角線、不對稱和負空間的強調。

### 文森·梵谷
梵谷對日本版畫的興趣始於他發現了菲利克斯·雷加梅（Félix Régamey）的插圖，這些插圖出現在《倫敦新聞畫報》和《世界畫報》（Le Monde illustré）中。 雷加梅創作木版畫，遵循日本技術，並經常描繪日本生活的場景；梵谷將之作為日本生活中藝術實踐和日常生活場景的可靠來源。自1885年起，梵谷從收集雜誌插圖轉向收集可在巴黎小商店購得的浮世繪版畫。 他與同輩分享了這些版畫，並於1887年在巴黎組織了一場日本版畫展。
梵谷的《朱利安·唐吉肖像》（1887年）是他的顏料供應者朱利安·唐吉（Julien Tanguy）的肖像。梵谷創作了這幅肖像的兩個版本。兩個版本都以歌川廣重和歌川國貞等知名藝術家的日本版畫為背景。 受日本木版畫及其彩色調色板的啟發，梵高在他自己的作品中融入了類似的活力。 他用鮮豔的色彩填滿了唐吉的肖像，因為他相信買家不再對灰色調的荷蘭畫作感興趣，而且有多種顏色的畫作會被認為是現代的和富有魅力的。

### 阿爾弗雷德·史蒂文斯
比利時畫家阿爾弗雷德·史蒂文斯（Alfred Stevens）是巴黎最早的日本藝術收藏家和愛好者之一。 史蒂文斯工作室的物品展示了他對日本和異國情調的小擺設和家具的迷戀。史蒂文斯與愛德華·馬奈和詹姆斯·惠斯勒關係密切，他很早就與他們分享了這種興趣。他的許多同時代人也同樣熱情，尤其是在1862年倫敦萬國工業博覽會和1867年巴黎萬國工業博覽會後，日本藝術和物品首次受到來自廣泛大眾的注意。
從1860年代中期開始，日本主義成為史蒂文斯許多畫作中的基本元素。他最著名的受日本主義影響的作品之一是 La parisienne japonaise (1872年)。他創作了幾幅身著和服的年輕女性的肖像，他的許多其他畫作中也出現了日本元素，例如早期的《玫瑰聖母》（1866年），它結合了在室內穿著時尚的女性，及對於日本物品的仔細檢視，以及 The Psyché (1871年)，其中椅子上有日本版畫，表明他的藝術熱情。

### 愛竇加·竇加
1860年代，愛竇加·竇加 (Edgar Degas) 開始從「中國之門」（La Porte Chinoise）和巴黎的其他小型印刷店收集日本版畫。 他的同時代人也開始收集版畫，這為他提供了廣泛的靈感來源。 在向竇加展示的印刷品中，有一份葛飾北齋的漫畫副本，費利克斯·布拉克蒙德 (Félix Bracquemond) 在奧古斯特·德拉特 (Auguste Delâtre) 的工作室看到後將之買下。 竇加在他的版畫中採用日本主義的估計日期是1875年，這可以從他選擇通過垂直、對角和水平放置障礙來分割單個畫面中看出。
與許多日本藝術家類似，竇加的版畫關注女性及其日常生活。 他的女性形象的非典型定位和版畫對現實的奉獻使他與日本版畫家如葛飾北齋、喜多川歌麿和西川祐信保持一致。 在竇加被典藏於羅浮宮的版畫「瑪麗卡薩特：伊特魯里亞畫廊」（1879-1880 年）中，他運用了兩個人物，一個坐著，一個站著，這是日本版畫中的常見構圖。 竇加還繼續使用線條在場景中創造深度和分隔空間。 他最清楚的挪用是靠在一把緊閉的傘上的女人，這是對葛飾北齋漫畫作品的直接模仿。

### 詹姆斯·惠斯勒
日本藝術從1850年代初開始在英國展出。 這些展覽展示了各種日本物品，包括地圖、信件、紡織品和日常生活中的物品。 這些展覽是英國民族自豪感的源泉，並有助於在概括化的「東方」文化身份之外創造一種獨立的日本身份。
惠斯勒是一位主要在英國工作的美國藝術家。 在19世紀後期，惠斯勒開始拒絕同輩所青睞的寫實主義繪畫風格。 相反，他在日本美學中發現了簡單性和技術性。  惠斯勒並沒有模仿特定的藝術家和藝術作品，而是受到了日本一般表達和構圖方法的影響，並將其融入了自己的作品中。

### 受影響藝術家相關資料列表
| 藝術家姓名                                      | 出生年份 | 死亡年份 | 國籍      | 風格                                                               |
| ----------------------------------------------- | -------- | -------- | --------- | ------------------------------------------------------------------ |
| 阿爾弗雷德·史蒂文斯（Alfred Stevens）           | 1823     | 1906     | 比利時    | 寫實主義、風俗畫                                                   |
| 詹姆斯·迪索                                     | 1836     | 1902     | 法國      | Genre Art、寫實主義                                                |
| 詹姆斯·惠斯勒                                   | 1834     | 1903     | 美國      | 色調主義（Tonalism）、寫實主義、印象派                             |
| 愛德華·馬奈                                     | 1832     | 1883     | 法國      | 寫實主義、印象派                                                   |
| 克洛德·莫內                                     | 1840     | 1926     | 法國      | 印象派                                                             |
| 文森·梵谷                                       | 1853     | 1890     | 荷蘭      | 後印象派                                                           |
| 愛竇加·竇加                                     | 1834     | 1917     | 法國      | 印象派                                                             |
| 皮耶-奧古斯特·雷諾瓦                            | 1841     | 1919     | 法國      | 印象派                                                             |
| 卡米耶·畢沙羅                                   | 1830     | 1903     | 丹麥-法國 | 印象派、後印象派                                                   |
| 保羅·高更                                       | 1848     | 1903     | 法國      | 後印象派、原始主義                                                 |
| 亨利·德·土魯斯-羅特列克                         | 1864     | 1901     | 法國      | 後印象派、新藝術運動                                               |
| 瑪麗·卡薩特                                     | 1844     | 1926     | 美國      | 印象派                                                             |
| 喬治·亨德里克·布萊特納                          | 1857     | 1923     | 荷蘭      | 阿姆斯特丹印象派                                                   |
| 伯塔·拉姆（Bertha Lum）                         | 1869     | 1954     | 美國      | 日本風格印刷畫                                                     |
| 威廉·布拉德利（William Bradley）                | 1801     | 1857     | 英格蘭    | 肖像畫                                                             |
| 奧伯利·比亞茲萊                                 | 1872     | 1898     | 英格蘭    | 新藝術運動、唯美主義                                               |
| 亞瑟·韋斯利·道 (Arthur Wesley Dow)              | 1857     | 1922     | 美國      | 美術工藝運動、日本風格印刷畫                                       |
| 阿爾豐斯·慕夏                                   | 1860     | 1939     | 捷克      | 新藝術運動                                                         |
| 古斯塔夫·克林姆                                 | 1862     | 1918     | 奧地利    | 新藝術運動、象徵主義                                               |
| 皮爾·波納爾                                     | 1867     | 1947     | 法國      | 後印象派                                                           |
| 法蘭克·洛伊·萊特                                | 1867     | 1959     | 美國      | 草原學派（Prairie School）                                         |
| 查爾斯·雷尼·麥金托什                            | 1868     | 1928     | 蘇格蘭    | 象徵主義、美術工藝運動、新藝術運動、格拉斯哥畫派（Glasgow School） |
| 路易斯·康福特·蒂法尼（Louis Comfort Tiffany）   | 1848     | 1933     | 美國      | 珠寶及玻璃設計師                                                   |
| 海倫·海德（Helen Hyde）                         | 1868     | 1919     | 美國      | 日本風格印刷畫                                                     |
| 喬治·費迪南德·比戈特（Georges Ferdinand Bigot） | 1860     | 1927     | 法國      | 卡通                                                               |

## 劇場藝術
首個受歡迎的亞洲相關主題作品，來自英格蘭創作者對日本的描繪。詼諧歌劇Kosiki（原名「天皇」，但在受到源自日本的抗議後改名）寫於1876年。 1885年，顯然不太關心日本人的看法的吉伯特與蘇利文首演了該作品。這部詼諧歌劇在整個歐洲廣受歡迎，在首演後的兩年內，有17家公司將其演出9,000次。1887年被翻譯成德語，《天皇》在整個1890年代一直是德國最受歡迎的戲劇。在這種流行之後，以亞洲為背景並以亞洲詼諧人物為主角的喜劇迅速接二連三地出現在詼諧歌劇和其他戲劇類型中。
作為歐洲最受歡迎的日本主題劇作《天皇》的繼任者，西德尼·瓊斯（Sidney Jones）的歌劇《藝伎》（1896年）在代表日本的定型角色中加入了標題人物，藝伎的形象在德國和整個西方象徵著日本。從1904年到1918年，歐洲的藝妓相關主題戲劇蓬勃發展。其中最著名的當然是普契尼的歌劇《蝴蝶夫人》。 1900年，普契尼觀看了大衛·貝拉斯科 (David Belasco) 的同名戲劇演出，據報導，它非常感人，以至於他哭了。歌劇的流行帶來了一系列以《某某夫人》（Madame Something or Others）為名的劇作，包括 Madames Cherry、Espirit、Flott、Flirt、Wig-Wag、Leichtsinn 和 Tip Top，所有這些人都在 1904年左右出現並相對較快地消失了。然而，它們並非沒有持久的影響，藝妓在富士山的捲軸、玉石和圖像中確立了自己的地位，富士山在西方象徵著日本。就像藝伎這個人物形像在戲劇中被貶低為其他象徵日本的物體一樣，在德國的日本表演者為德國劇作家服務，以尋求更新德國戲劇。正如浮世繪在法國被證明是有用的，與對日本的任何（真實）理解都斷絕開來，在歐洲巡迴演出的日本演員和舞者團為舞台上的「戲劇化的新方式」提供了素材。具有諷刺意味的是，這些日本相關題材戲劇的流行和影響與日本戲劇的西化，特別是在歐洲演出的作品有很大關係。
18世紀為日本歌舞伎劇院發明的旋轉舞台，1896年受日本主義熱潮的影響，在慕尼黑的Residenz劇院率先引入。日本對德國戲劇的影響首先出現在舞台設計中。卡爾·勞滕施拉格（Karl Lautenschlager）在1896年採用了歌舞伎旋轉舞台，十年後 馬克斯·萊因哈特（Max Reinhardt）在法蘭克·維德金（Frank Wedekind）的劇作《春天的覺醒》（Frühlings Erwachen）首演中使用了它。很快，這種旋轉舞台成為柏林的一種趨勢。在德國導演中流行的歌舞伎舞台的另一個改編版本是「花卉走道」（Blumensteg），這是舞台向觀眾的突出延伸。歐洲人對歌舞伎的認識，來自於在日本的旅行，或者相關文字描述，也來自於日本巡演歐洲的劇團。1893年，川上音二郎和他的劇團抵達巴黎，1900年再次返回，並於1902年在柏林演出。川上的劇團表演了兩個作品，Kesa和Shogun，這兩個作品都被西化了，沒有音樂，大部分都是對話就結束了。在這種情況下，這些表演傾向於啞劇和舞蹈。戲劇家和評論家很快就抓住了他們眼中的「劇院的再戲劇化」。這些劇中的演員中有日本第一位在歐洲的明星川上貞奴，她影響了洛伊·富勒 (Loie Fuller) 和伊莎多拉·鄧肯 (Isadora Duncan) 等現代舞先驅，她於1900年為維多利亞女王表演，享有歐洲相關領域領導人物的地位。

## 庭園藝術
日本庭園的美學是由喬賽亞·康德引入英語世界的，它引發了西方第一個日本花園。
Tassa (Saburo) Eida 創建了幾個有影響力的花園，其中兩個是為1910年在倫敦舉行的「日英博覽會」而建造的，另一個是為威廉·沃克男爵 (William Walker, 1st Baron Wavertree) 建造的，歷時四年。後者仍可以在愛爾蘭國家馬場參觀。
塞繆爾·紐森 (Samuel Newsom) 的《日本庭園建設》（Japanese Garden Construction）(1939年) 提供了日本美學作為岩石花園建設的修正，這些岩石花園起源於西方，源於19世紀中葉希望在模仿高山碎石的地方種植高山植物。據花園歷史協會稱，日本園林園藝師 Seyemon Kusumoto 參與了英國約200個花園的開發。1937年，他在切爾西花展上展出了一個岩石花園，並在博格諾里吉斯（Bognor Regis）的伯恩格里夫莊園（Burngreave Estate）、赫特福德郡科特雷德（Cottered）的日本花園和倫敦杜甘法院（Du Cane Court）的庭院工作。
印象派畫家克勞德·莫奈模仿日本元素在吉維尼 (Giverny) 建造了部分花園，例如他多次繪製的百合池上的橋。在這個系列中，他只對橋或百合花等幾個選定的點進行了細節處理，受到了浮世繪中日本傳統視覺方法的影響，他收藏了大量的浮世繪。 他還種植了大量日本本土物種，以賦予其更豐富的異國情調。

## 博物館
在美國，對日本藝術的迷戀擴展到收藏家和博物館，這些收藏品仍然存在並影響了幾代藝術家。其中一個最具影響力的中心位在波士頓，可能是由於亞洲藝術的先驅收藏家伊莎貝拉·斯圖爾特·加德納 (Isabella Stewart Gardner)。 波士頓美術館現在宣稱擁有日本以外最好的日本藝術典藏。 佛利爾美術館和亞瑟·M·賽克勒美術館擁有美國最大的亞洲藝術研究圖書館，在那裡他們收藏了日本藝術與詹姆斯·惠斯勒受日本影響的作品。

## 作品

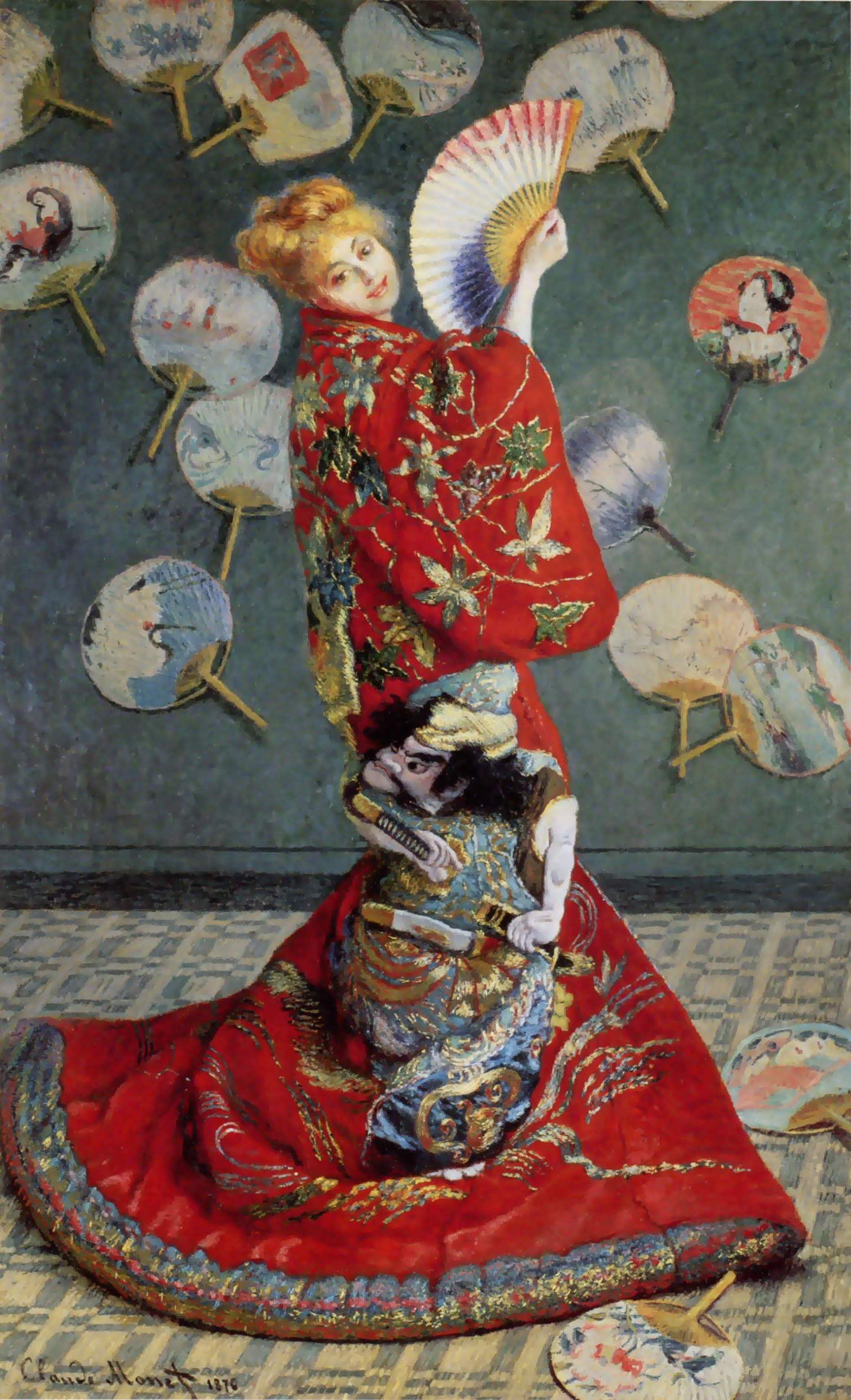
莫內『日本女人』 1876年
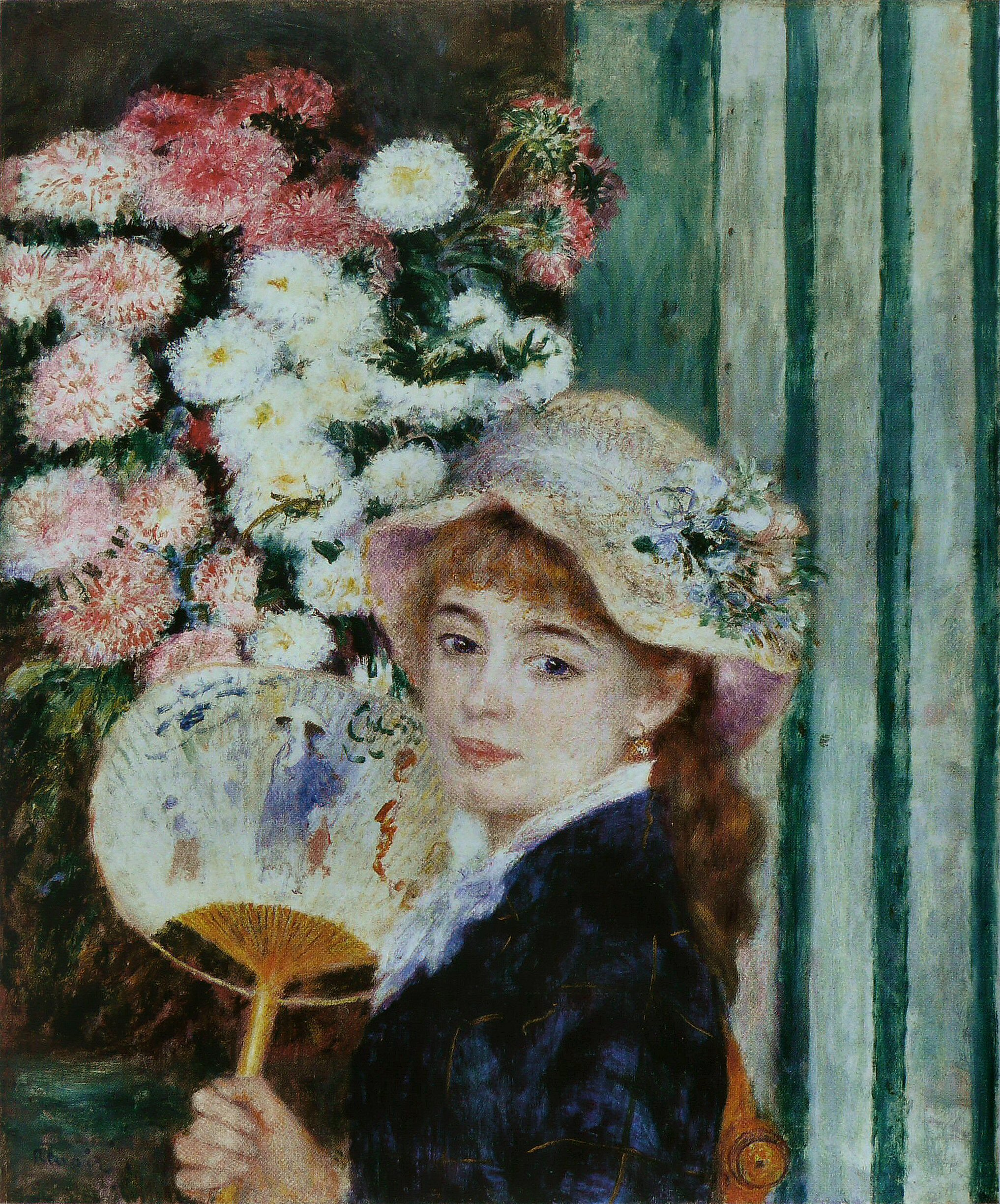
雷諾瓦『持扇少女』 1881年
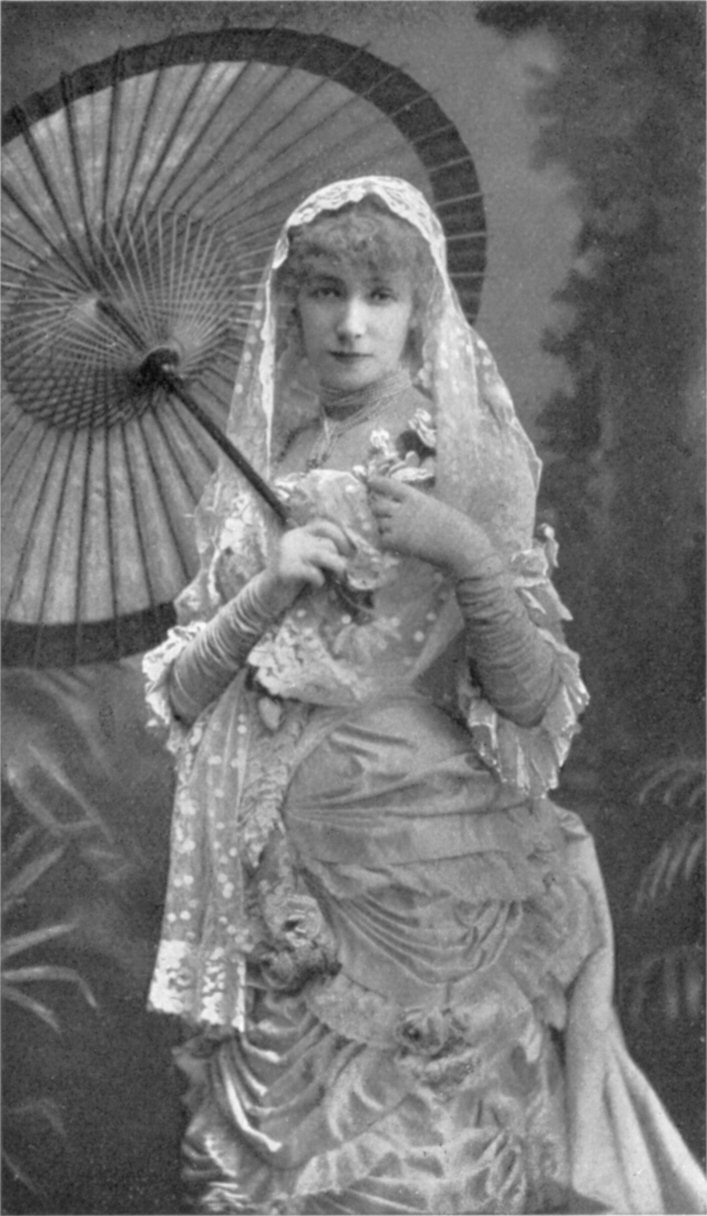
持日本傘的法國舞台演員莎拉·伯恩哈特 1881年
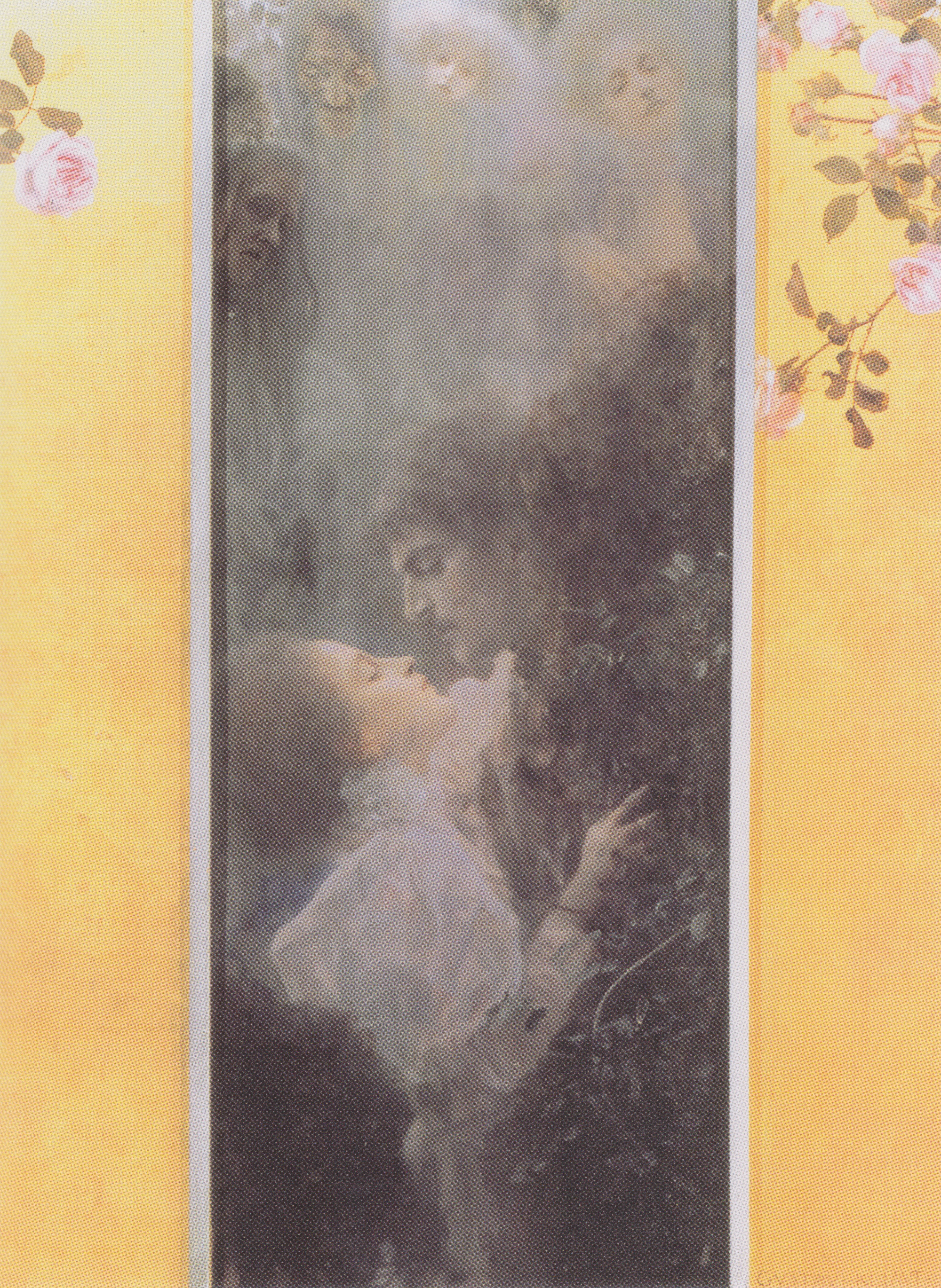
古斯塔夫·克林姆『愛』 1895年
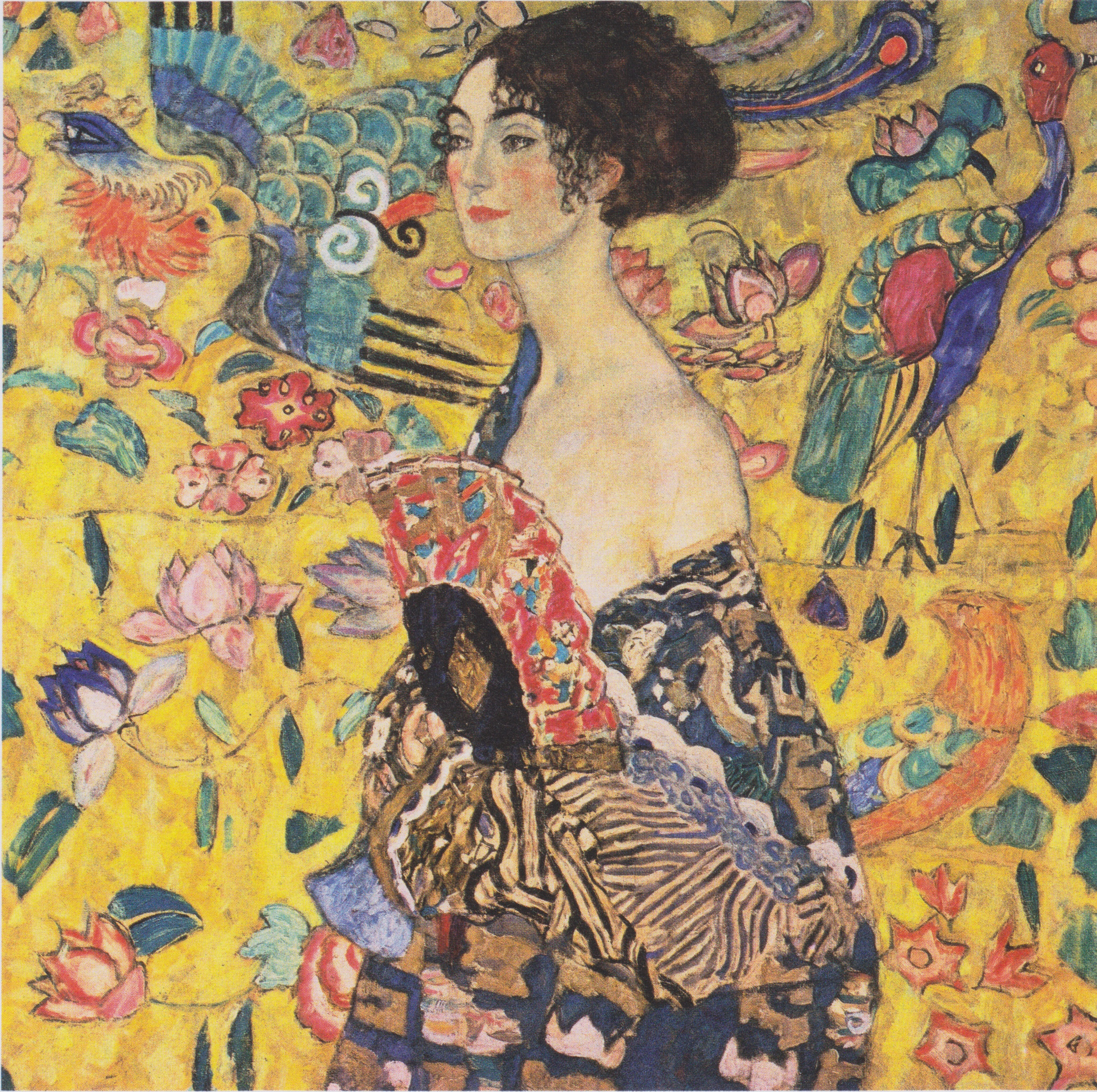
古斯塔夫·克林姆『拿著扇子的美女』 1917/1918年
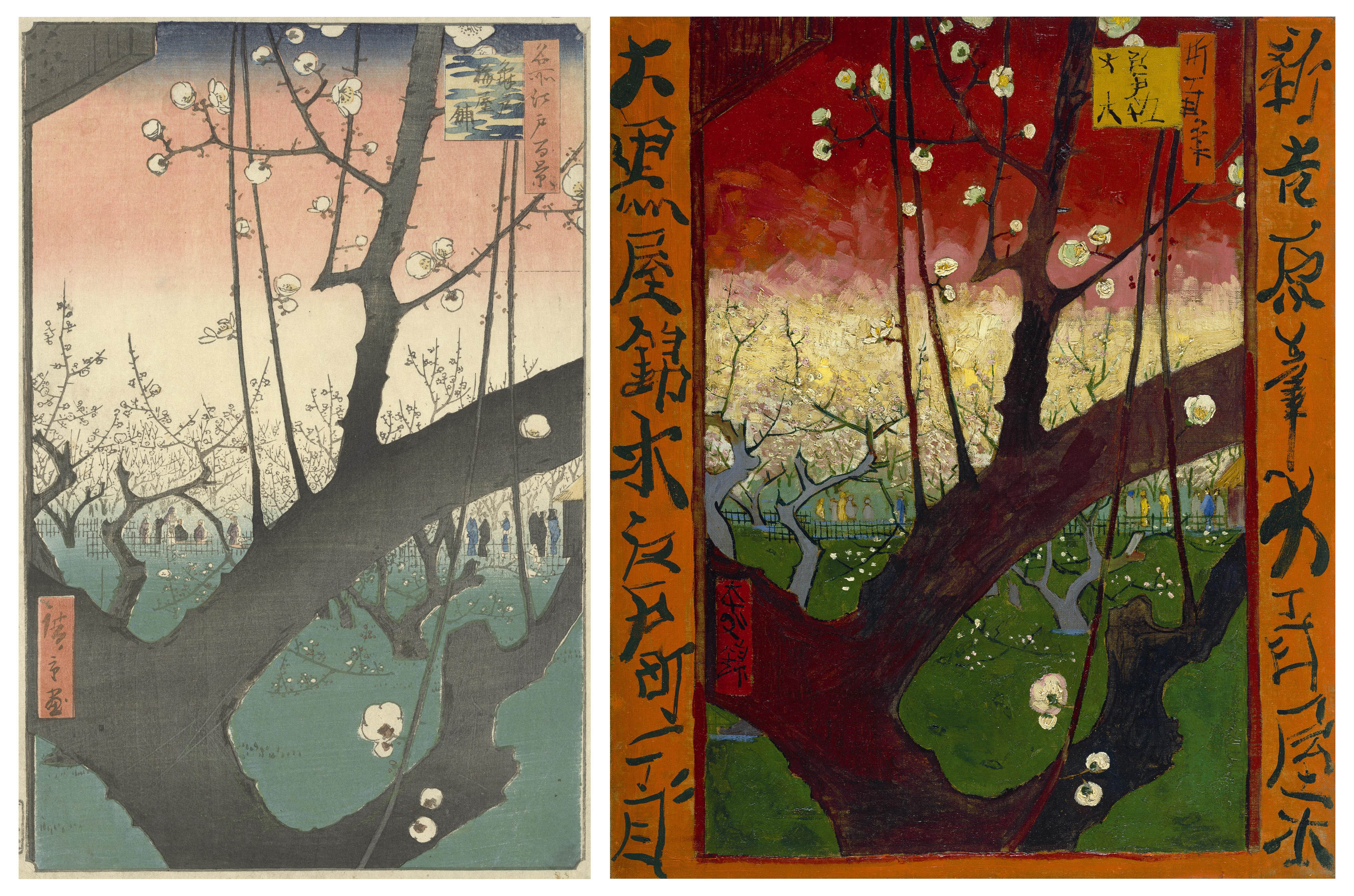
歌川廣重的浮世繪（左）和梵谷的模写（右） 1887年
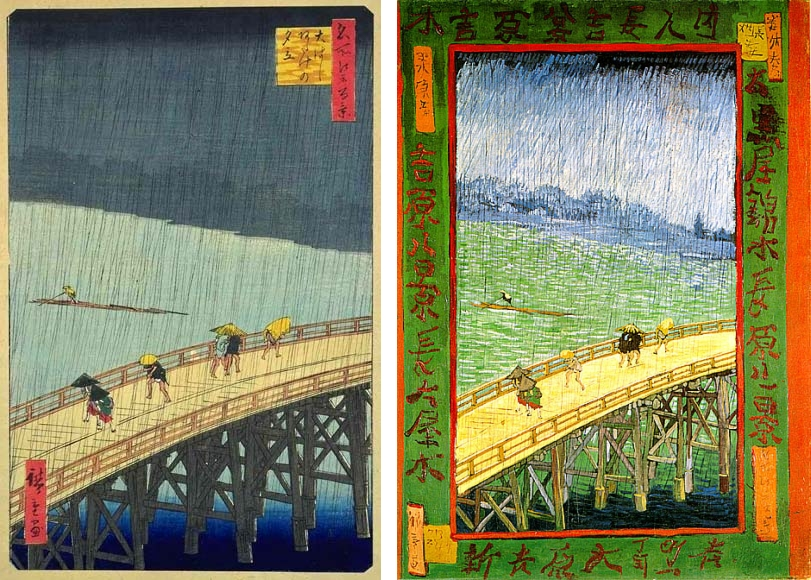
歌川廣重的浮世繪（左）和梵谷的模写（右） 1887年
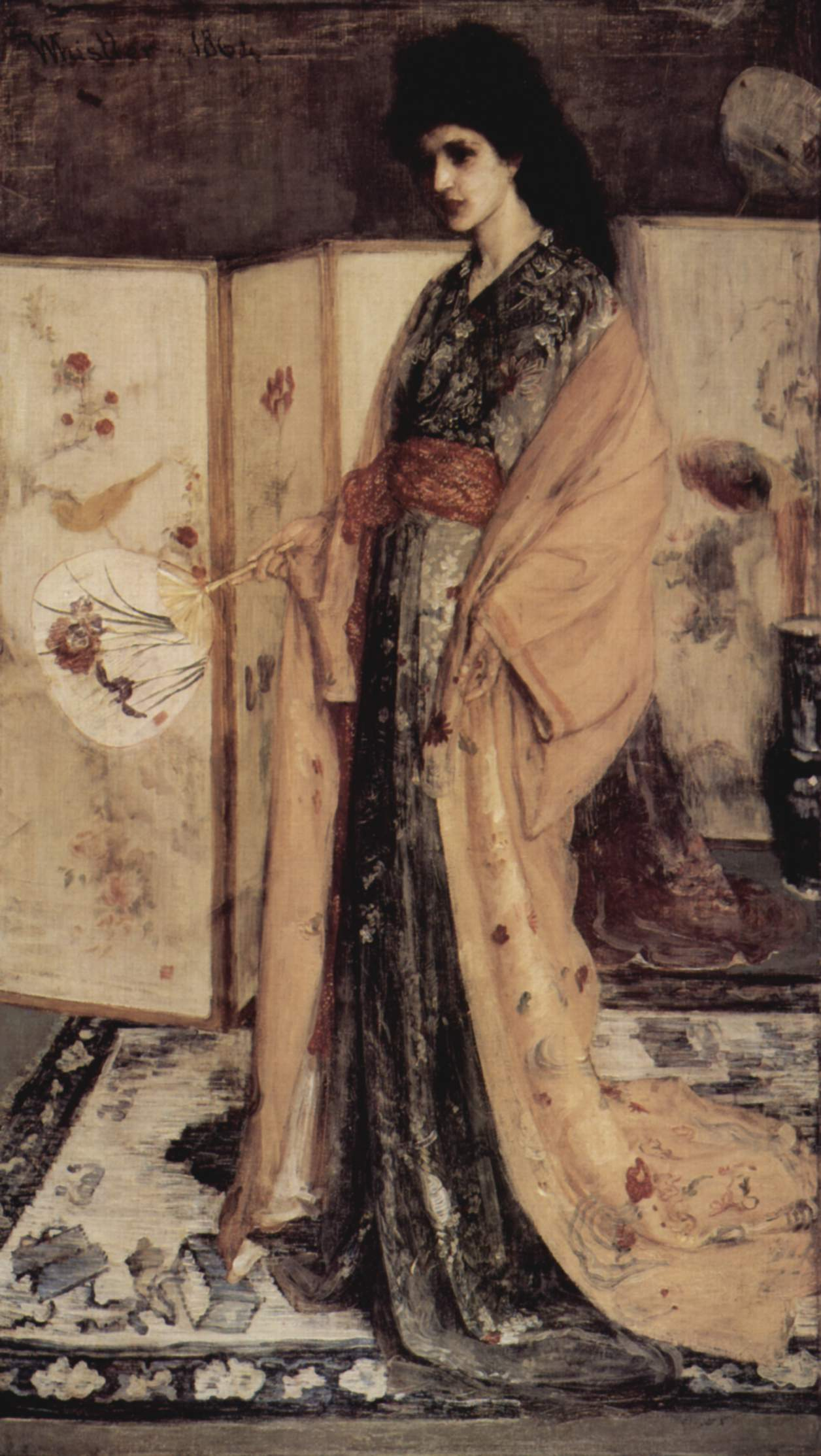
詹姆斯·惠斯勒『瓷器之國的公主』 1863/1864年
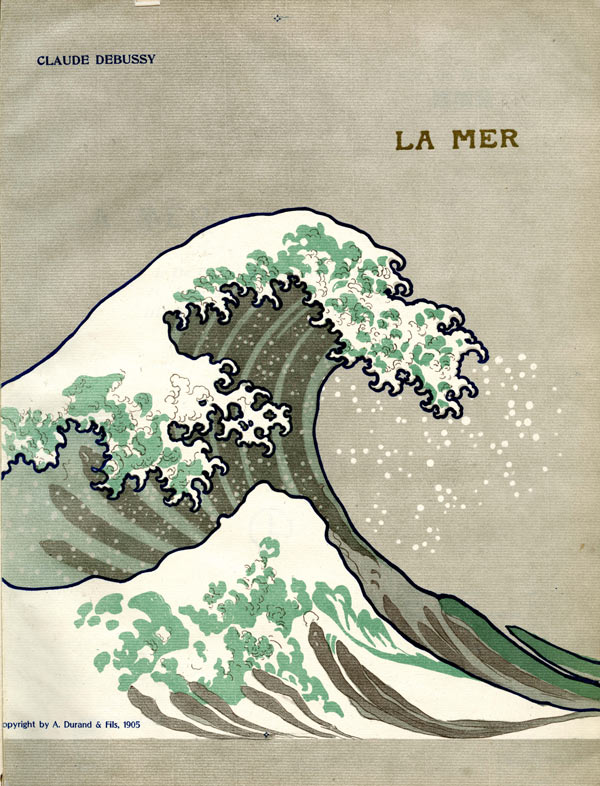
德布西交響詩『海』的封面。1905年

## 延伸閱讀
- Rümelin, Christian, and Ellis Tinios. The Japanese and French Print in the Era of Impressionism (2013)
- Scheyer, Ernst. “Far Eastern Art and French Impressionism,” The Art Quarterly 6#2 (Spring, 1943): 116–143.
- Weisberg, Gabriel P. "Reflecting on Japonisme: The State of the Discipline in the Visual Arts." Journal of Japonisme 1.1 (2016): 3–16.  online
- Weisberg, Gabriel P. and Yvonne M.L. Weisberg. Japonisme, An Annotated Bibliography (1990).
- Wichmann, Siegfried. Japonisme. The Japanese Influence on Western Art in the 19th and 20th Centuries (Harmony Books, 1981).
- Widar, Halen.  Christopher Dresser. (1990).
- 論文：Edo print art and its Western interpretations （页面存档备份，存于） (PDF)

## 外部連結
- 日本文化熱潮尋根「日本主義」的時代| Nippon.com （页面存档备份，存于）
- 大都會博物館有關「日本主義」的短評 （页面存档备份，存于），由藝術史學家Colta Ives撰寫
- "Orientalism, Absence, and Quick~Firing Guns:The Emergence of Japan as a Western Text" （页面存档备份，存于）